# Eutocio
Eutocio (Ascalona, 480 circa – 520 circa) è stato un matematico bizantino.

## Biografia
Sappiamo poco della sua vita. Nato ad Ascalona verso il 480, fu quasi certamente discepolo di Ammonio di Ermia ad Alessandria, come si può dedurre da una frase del suo commentario al trattato di Archimede Sulla sfera e il cilindro. Si pensa sia morto intorno al 540.
Non conosciamo risultati originali di Eutocio ed è improbabile che ne abbia ottenuti. Di lui ci restano commentari ai primi quattro libri delle Coniche di Apollonio di Perga e alle seguenti opere di Archimede:
- Sull'equilibrio delle figure piane;
- Sulla sfera e il cilindro;
- Sulla misura del cerchio.

Gli è stata anche attribuita (da Mogenet) un'introduzione al primo libro dell'Almagesto, giunta anonima, che si occupa essenzialmente di operazioni aritmetiche.
I commenti di Eutocio costituiscono una fonte importante, che fa luce su aspetti altrimenti sconosciuti della storia della matematica greca. In particolare, il commento all'opera di Archimede Sulla sfera e il cilindro contiene una preziosa rassegna di antiche soluzioni del problema della duplicazione del cubo. Pare inoltre abbastanza chiaro che Eutocio non avesse accesso, all'epoca della sua vita (VI sec.), ad alcuni testi archimedei.